# Валак

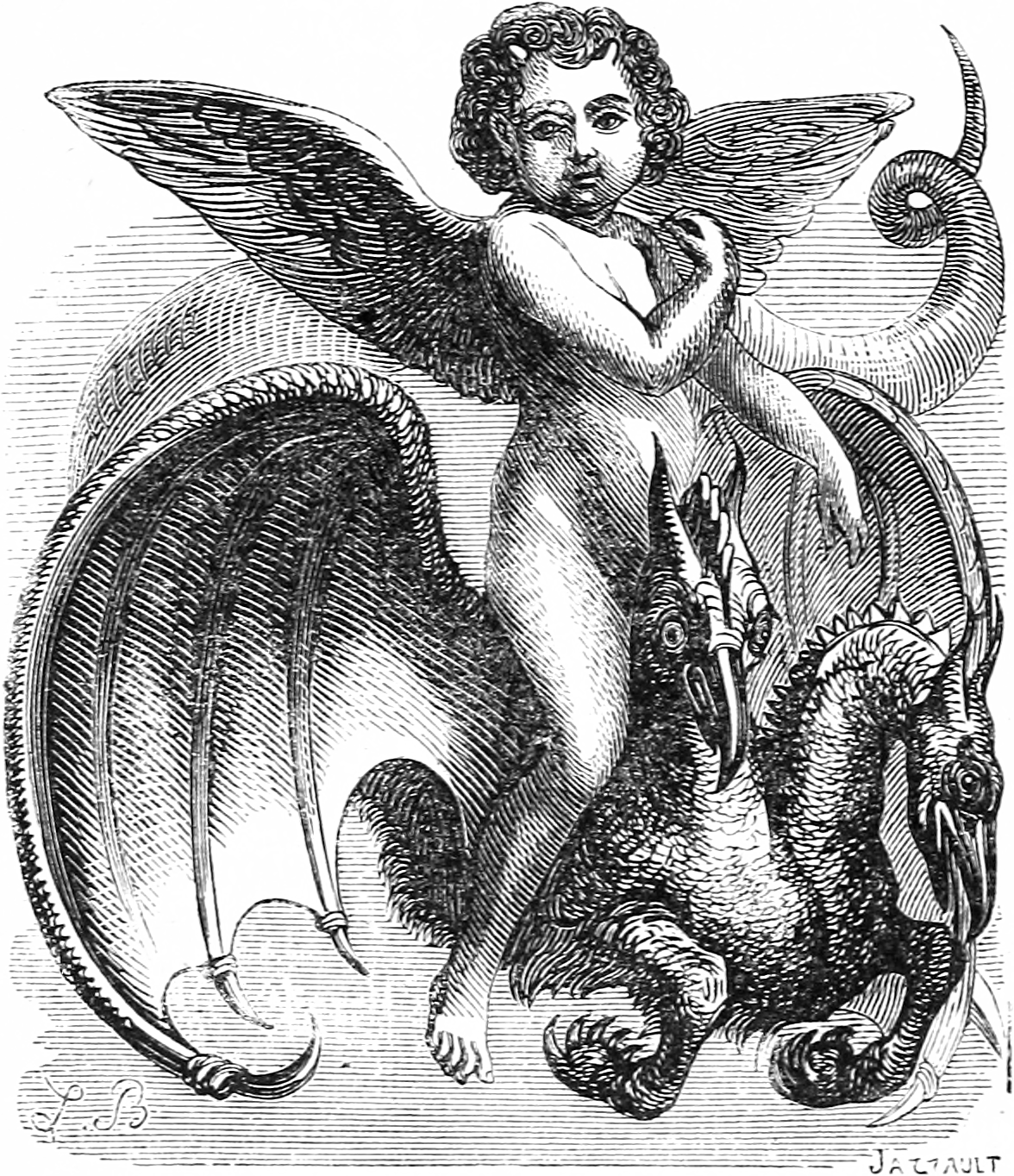
Валак, зображення в Пекельному словнику

Валак — демон, описаний у готичних гримуарах Малий ключ Соломона (у деяких версіях як Аляска або Валак і у варіанті Томаса Радда як Валу), в "Ієрархії демонів" Йоганна Вейєра (як Волак), Liber Officiorum Spirituum (як Кулор або Дулас), і в Мюнхенському посібнику з демонічної магії (як Волах), як ангельський, крилатий хлопчик верхи на двохголовому драконі, якому приписували здатність знаходити скарби.

## Варіації
Аляска Малий ключ, Мюнхенський довідник, Радд і Вейєр далі погоджуються в тому, що Валак є президентом і приписується йому влада знаходити, викликати та контролювати зміїв. "Officium Spirituum" подібним чином приписує Дуласу владу давати призивачу команду над зміями, а також «домашніми духами», але Кулора і Дуласа класифікує як принців, а не як президентів.
Валак значиться 62-м у Малому Ключі (навіть Раддом) і 50-м Вейєром, причому в обох версіях стверджується, що він очолює 30 легіонів демонів (хоча деякі рукописи говорять про 38). Мюнхенський посібник описує Волаха як контролюючого 27 легіонів духів. Кабінет духів (залежно від рукопису) позначає Кулора як 21-е місце (без зазначення кількості духів, якими він керує) або (у копії, знайденій у Шекспірівській бібліотеці Фолджера) 22-е місце. і командував 13 легіонами духів. Усі збережені та повні версії "Officium Spirituum" перераховують Дуласа як 25-го демона, який командує 20 легіонами духів.
Версія Радда однозначно має Валак, який протистоїть ангелу Шемхамфораша Ягелю.
Рукопис під назвою "Fasciculus Rerum Geomanticarum" вказує його як Волаха.

## У масовій культурі

Валак у фільмі «Монахиня» (2018), яку грає Бонні Ааронс

- У фільмі 1998 року Вампіри персонаж на ім'я "Валек" є першим вампіром.
- «Волак» з’являється в серії коміксів «Моторошні пригоди Сабріни». У випуску №7 молодий Едвард Спеллман, батько Сабріна Спелман, викликає демона на прохання Альфонса Луї Константа.
- «Уалак» з’являється в історії «Геллбой» «Ящик, повний зла» як головний антагоніст.
- У фільмі жахів «Закляття 2» 2016 року головним антагоністом є «Валак», який набуває форми демонічної черниці, і Кривий чоловік із вірша «Був кривий чоловік». Однак персонаж не має нічого схожого на міф, крім імені. У додатковому фільмі «Черниця» (2018) демон асоціюється зі зміями, які прагнуть оволодіти людьми, щоб уникнути свого ув’язнення в монастирі Карта в Румунії. Пізніше Черниця зіграє камео у фільмі 2017 року Анабель: Створення і з’явиться у фільмі Черниця II, який вийшов 8 вересня 2023 року.
- Валак виступає як четвертий бос у грі Bloodstained: Curse of the Moon для Nintendo Switch і ПК. Його зображують у вигляді двоголового дракона, який може злитися в ще більшого дракона. Знову з'являється в Bloodstained: Ritual of the Night.
- Валак також з'являється в першому сезоні Мисливці за тінями, де його викликають, щоб повернути з нього спогади Клері.
- Манга 2017 року Вітаємо в пеклі, Ірумо! має головну героїню на ім’я Клара Валак, гіперактивну дівчину-демона, яка може копіювати все, що бачить.